# Stomp 442
Stomp 442 és el setè àlbum d'estudi del grup americà de thrash metal Anthrax, publicat el 1995 per Elektra Records.

## Llista de cançons
- Totes les cançons escrites per Charlie Benante, John Bush, Scott Ian, excepte les indicades.

1. "Random Acts of Senseless Violence" – 4:02
2. "Fueled" – 4:02
3. "King Size" – 3:58
4. "Riding Shotgun" – 4:25
5. "Perpetual Motion" – 4:18
6. "In a Zone" – 5:06
7. "Nothing" – 4:33
8. "American Pompeii" – 5:30
9. "Drop the Ball" – 4:59
10. "Tester" – 4:21
11. "Bare" – 5:29

### Cançons extres (Remasterització 2001)
1. "Grunt and Click" (Bush, Ian, Frank Bello, Benante) - 5:28
2. "Dethroned Emperor" (Tom Fischer) - 4:32
  - Celtic Frost cover
3. "Celebrated Summer" (Bob Mould) - 4:30
  - Hüsker Dü cover
4. "Watchin' You" (Gene Simmons) - 3:38
  - Kiss cover

### Bonus tracks (edició japonesa)
1. "Remember Tomorrow" (Paul Di'Anno, Steve Harris) - 5:07
  - Iron Maiden cover
2. "Grunt and Click" (Bush, Ian, Bello, Benante) - 5:29
3. "Watching You" (Simmons) - 3:39
4. "Dethroned Emperor (Fischer) - 4:33
5. "No Time This Time (Sting) - 3:23
  - The Police cover
6. "Celebrated Summer (Mould) - 4:25

## Senzills
- "Fueled"
- "Nothing"

## Personal
- John Bush – Cantant
- Dan Spitz – Guitarra
- Scott Ian – Guitarra rítmica, veu de fons
- Frank Bello – Baix, veu de fons
- Charlie Benante – Bateria

amb
- Paul Crook – Guitarra
- Dimebag Darrell – Guitarra a "Riding Shotgun" i "King Size"